# 多哈回合貿易談判

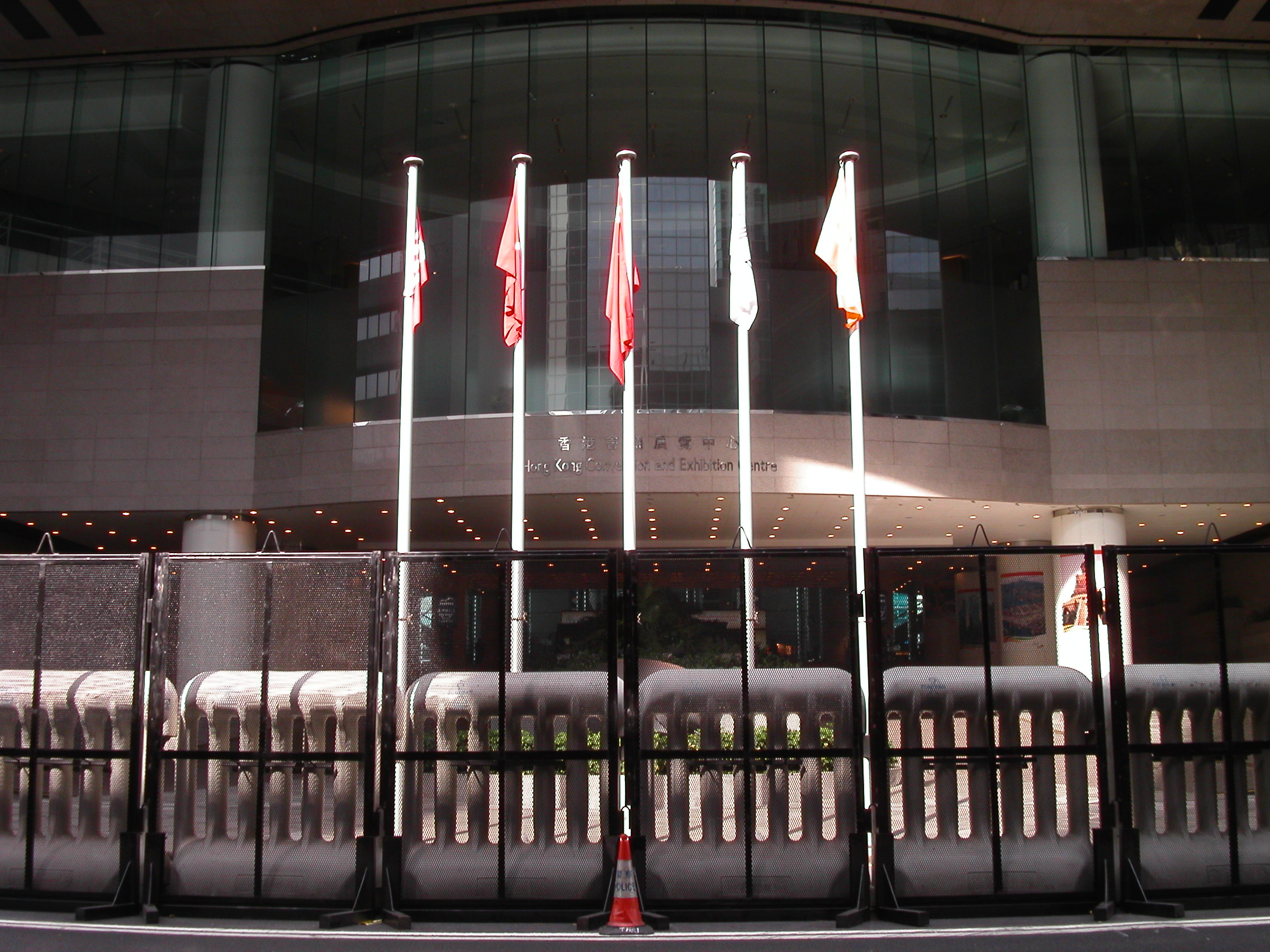
香港會展中心於第六次WTO部長會議談判當日

多哈回合貿易談判（英語：Doha Development Round），又稱多哈發展議程（Doha Development Agenda, DDA），是世界貿易組織於2001年11月在卡塔爾首都多哈舉行的世界貿易組織第四次部長級會議中開始的新一輪多邊貿易談判。議程原定於2005年1月1日前全面結束談判，但至2005年底為止仍未能達成協議，最終於2006年7月22日世界貿易組織總理事會的批准下正式中止，但在隔年1月31日全面重啟。不過，2008年7月29日正式宣布破裂。

## 談判領域
多哈回合貿易談判包括8個談判領域，包括：
1. 農業
2. 非農產品市場進入
3. 服務
4. 知識產權
5. 談判規則
6. 爭端解決
7. 貿易與環境
8. 貿易與發展

## 進程
2003年9月在墨西哥坎昆舉行的世界貿易組織第五次部長級會議上，各成員國在農業問題上無法達成共識，令多哈回合談判陷入僵局。
2004年8月3日，世界貿易組織總理事會議，達成《多哈回合框架協議》，為全面達成協議跨出一步。協議包括5部分：農產品貿易、非農產品市場準入、發展、服務貿易及貿易便利化。協議明確規定美國及歐盟逐步取消農產品出口補貼及降低進口關稅，回應發展中國家的訴求。
2005年12月13日開幕的世界貿易組織第六次部長級會議，各國期望就多哈回合貿易談判收窄分歧，並希望可於2006年完成整個回合的談判。
2006年7月27日，世界貿易組織總理事會正式批准暫停多哈回合貿易談判。
2006年11月16日，世界貿易組織貿易談判委員會召開全體會議，與會代表一致同意恢復多哈回合談判的技術性討論，並為談判最終全面恢復作好準備。
2007年1月31日，在世界貿易組織全體成員大使參加的會議上，與會大使一致同意全面恢復多哈回合各個議題的談判。 
2008年7月29日，基於印度、中國與美國在「特別防衛機制（special safeguard mechanisms）」的歧見，杜哈回合談判正式宣告破裂。

## 外部連結
- 時間表：世界貿易組織（页面存档备份，存于） BBC新聞網